# Colobinae
Colobinae é uma subfamília da família dos macacos do velho mundo que inclui 58 espécies em 10 gêneros, incluindo o langur, entre outros, sagrado na Índia. Algumas classificações separam os macacos colobos em duas tribos, enquanto outras separam em três grupos.

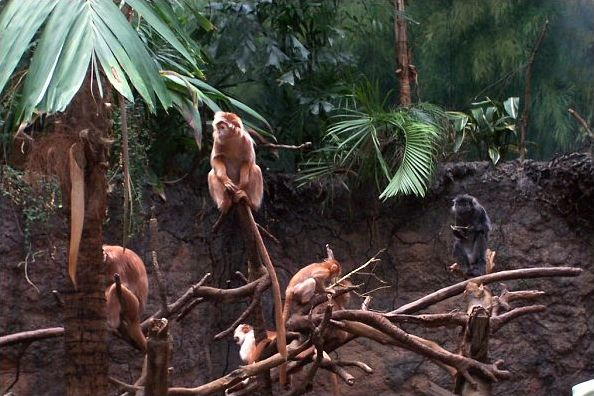
Trachypithecus auratus

Colobos são primatas de tamanho médio com caudas longas e várias colorações. É notável que quase todos os animais jovens têm coloração substancialmente diferente dos adultos. Ao contrário da outra subfamília de macacos do velho mundo, a Cercopithecinae, não possuem bochechas.
A maioria das espécies vivem em árvores, no entanto algumas vivem uma vida mais terrestre. São encontrados em diversos habitats de diferentes zonas climáticas (floresta tropical, florestas de montanha e savana), mas não em desertos e outras áreas secas. Vivem em grupos, mas em formas de grupos diferentes.
São quase exclusivamente herbívoros. Ocasionalmente comem insetos e outros pequenos animais. Para ajudar a digestão de folhas difíceis de digerir, possuem um complexo estômago dividido em partes.
Em média, a gestação dura de seis a sete meses. São considerados jovens até aproximadamente um ano, e maduros dos 3 aos 6 anos. Sua expectativa de vida é de aproximadamente 20 anos.

## Classificação
- Semnopithecus
- † Mesopithecus
  - † Mesopithecus pentelici
- † Dolichopithecus
- Procolobus
  - Procolobus verus
- Piliocolobus
  - Piliocolobus badius
  - Piliocolobus waldroni
  - Piliocolobus kirkii (colobo-vermelho-de-zanzibar)
- Colobus
  - Colobus polykomos
  - Colobus vellerosus
  - Colobus guereza
  - Colobus angolensis
  - Colobus satanas
  - Colobus pennanti
  - Colobus preussi
  - Colobus tholloni
  - Colobus ellioti
  - Colobus rufomitratus
  - Colobus kirkii
- Presbytis
  - Presbytis obscura
  - Presbytis phayrei
  - Presbytis cristata
  - Presbytis pileata
  - Presbytis potenziani
  - Presbytis francoisi
  - Presbytis senex
  - Presbytis johnii
  - Presbytis melalophos
  - Presbytis aygula
  - Presbytis rubicunda
  - Presbytis frontata
  - Presbytis leucocephalus
  - Presbytis geei
  - Presbytis entellus
- Rhinopithecus
  - Rhinopithecus nemaeus
  - Rhinopithecus roxellanae (macaco-dourado)
  - Rhinopithecus brelichi
  - Rhinopithecus avunculus
- Nasalis
  - Nasalis larvatus (macaco-narigudo)
- Trachypithecus
  - Trachypithecus auratus (É. Geoffroy, 1812)
  - Trachypithecus barbei (Blyth, 1847)
  - Trachypithecus cristatus (Raffles, 1821)
  - Trachypithecus delacouri (Osgood, 1932)
  - Trachypithecus ebenus (Brandon-Jones, 1995)
  - Trachypithecus francoisi (Pousargues, 1898)
  - Trachypithecus geei Khajuria, 1956
  - Trachypithecus germaini (Schlegel, 1876)
  - Trachypithecus hatinhensis (Dao, 1970)
  - Trachypithecus johnii (Fischer, 1829)
  - Trachypithecus laotum (Thomas, 1921)
  - Trachypithecus obscurus (Reid, 1837)
  - Trachypithecus phayrei (Blyth, 1847)
  - Trachypithecus pileatus (Blyth, 1843)
  - Trachypithecus poliocephalus (Trouessart, 1910)
  - Trachypithecus shortridgei (Wroughton, 1915)
  - Trachypithecus vetulus (Erxleben, 1777)